# Sistema de Patrimonio y Museos de la Universidad Nacional de Colombia

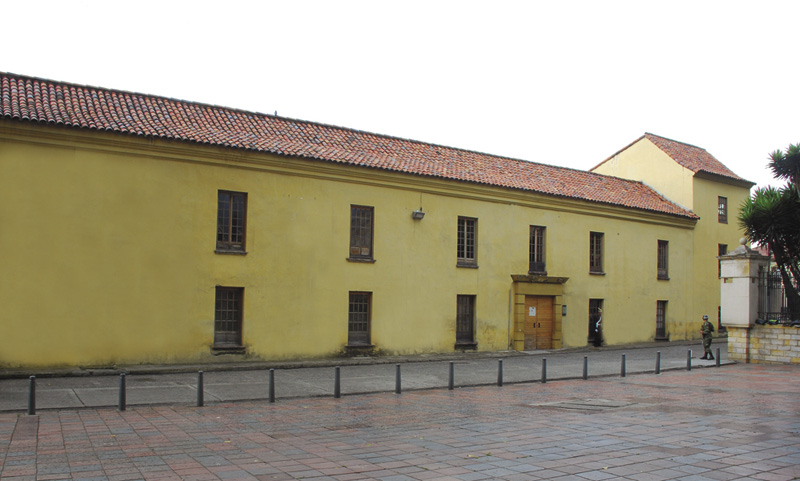
Claustro de San Agustín en Bogotá, Colombia, declarado monumento nacional en 1975.

El Sistema de Patrimonio Cultural y Museos de la Universidad Nacional de Colombia (UNAL) es uno de los programas de la Dirección de Patrimonio Cultural, a cargo de la División de Museos. 

### Museos
- Museo de Arquitectura Leopoldo Rother
- Museo de Historia Natural
- Museo de la Ciencia y el Juego
- Museo de Arte
- Museo Paleontológico de Villa de Leyva

### Colecciones museológicas
- Historia de la Medicina
- Organología Musical
- Ciencias Forenses
- Colección Bibliográfica José Félix Patiño

### Colecciones científicas
- Laboratorio de Arqueología
- Laboratorio de Etnografía
- Laboratorio de Antropología Física
- Laboratorio de Mineralogía
- Laboratorio de Entomología
- Herbario Nacional Colombiano

### Casas Museo
- Casa Museo Jorge Eliécer Gaitán
- Observatorio Astronómico Nacional

## Antecedentes
Entre 2007 y 2014 existió un proyecto de inversión de la Vicerrectoría de Sede Bogotá de la UNAL, que tenía como objetivo recuperar, mantener y asesorar las colecciones patrimoniales que posee la universidad; dicho proyecto fue liderado por el geógrafo y museólogo catalán Edmon Castell. A partir del año 2015 el proyecto fue reemplazado por la creación de la División de Museos que ha estado a cargo del poeta, traductor, filósofo y curador de arte Alejandro Burgos Bernal.